# ナサニエル・クレメンツ (第2代リートリム伯爵)

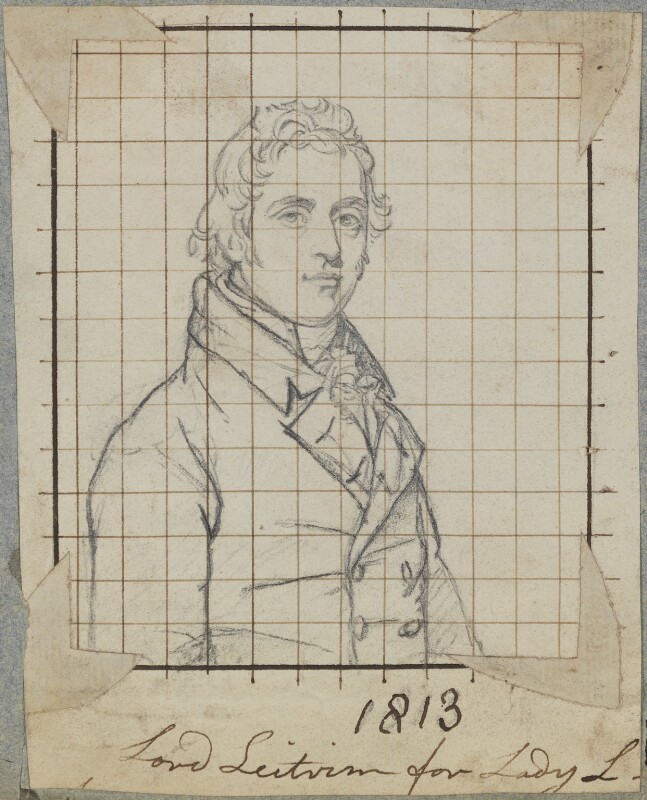
第2代リートリム伯爵

第2代リートリム伯爵ナサニエル・クレメンツ（英語: Nathaniel Clements, 2nd Earl of Leitrim KP PC (Ire)、1768年5月9日 – 1854年12月31日）は、アイルランド王国出身の貴族、政治家。アイルランド庶民院議員、連合王国庶民院議員を歴任した。1795年から1804年までクレメンツ子爵の儀礼称号を使用した。

## 生涯
初代リートリム伯爵ロバート・クレメンツとエリザベス・スケッフィントン（Elizabeth Skeffington、1738年ごろ – 1817年5月29日、初代マッセリーン伯爵クロットワーシー・スケッフィントンの娘）の息子として、1768年5月9日にダブリンで生まれた。クイーンズ・カウンティ（現リーシュ県）ポータリントンの私立学校に通った後、1785年7月22日にオックスフォード大学オリオル・カレッジに入学、1788年にB.A.の学位を修得した。
1790年にキャリック選挙区とロスコモン・バラ選挙区でアイルランド庶民院議員に当選、前者の代表として議員を務めた。1797年の選挙ではキャリック選挙区、キャバン・バラ選挙区、リートリム選挙区で当選、リートリム選挙区の代表として議員を務めた。1801年にアイルランド王国とグレートブリテン王国の合同に伴いグレートブリテン及びアイルランド連合王国が成立すると、連合王国議会で庶民院議員（リートリム選挙区選出）として続投、1802年イギリス総選挙では自身の影響力をもってトップ当選（779票）した。ホイッグ党に所属し、アイルランド庶民院でははじめ野党の一員だったが、1795年に与党に転じた。合同法問題をめぐり、父の初代リートリム伯爵は選挙区廃止の補償金を受け取ってアイルランド貴族代表議員に選出されたが、息子のクレメンツ子爵は最後まで合同に反対した。連合王国庶民院における活動はみられなかった。
1795年にリートリム首席治安判事に任命された後、1796年から1797年までリートリム県長官を務め、1796年6月22日から1802年までドニゴール県民兵隊隊長を務めた。
1804年7月27日に父が死去すると、リートリム伯爵位を継承した。同年、ドニゴール首席治安判事に任命された。連合王国貴族への叙爵を望み、グレンヴィル男爵内閣（1806年 – 1807年）もそれを支持したが、その後の歴代内閣には支持されず、叙爵はグレンヴィル男爵内閣の崩壊から20年以上経過した後のこととなった。1831年6月20日、連合王国貴族であるドニゴール県におけるキルマクレンナンのクレメンツ男爵に叙された。同年10月7日から1854年12月31日に死去するまでリートリム統監を務めた。
1834年4月8日、聖パトリック勲章を授与された。同年10月31日、アイルランド枢密院の枢密顧問官に任命された。
1854年12月31日にキルデア県キラドゥーン（Killadoon）で死去、1855年1月8日にダブリンの聖マイカン教会で埋葬された。息子ウィリアム・シドニーが爵位を継承した。

## 家族
1800年7月24日、メアリー・バーミンガム（Mary Bermingham、1840年2月5日没、ウィリアム・バーミンガムの娘）と結婚、5男3女をもうけた。
- マリア（1885年1月8日没） - 1828年7月24日、エドワード・サウスウェル・ケッペル（Edward Southwell Keppel、1800年8月16日 – 1883年12月1日、第4代アルベマール伯爵ウィリアム・ケッペルの息子）と結婚
- エリザベス・ヴィクトリア（1803年ごろ – 1892年1月28日）
- キャロライン（1869年10月12日没） - 1833年3月21日、ジョン・アニア・バージェス（John Ynyr Burges、1889年4月20日没）と結婚、子供あり
- ロバート・バーミンガム（Robert Bermingham、1805年5月27日 – 1839年1月24日） - 庶民院議員
- ウィリアム・シドニー（英語版）（1806年10月16日 – 1878年4月2日） - 第3代リートリム伯爵
- チャールズ・スケッフィントン（英語版）（Charles Skeffington、1807年 – 1877年9月20日） - 庶民院議員
- ジョージ・ロバート・アンソン（1837年12月5日没） - 海軍軍人
- フランシス・ナサニエル（1812年 – 1870年5月27日） - 1838年12月3日、シャーロット・キング（Charlotte King、ギルバート・キングの娘）と結婚、第4代リートリム伯爵ロバート・バーミンガム・クレメンツなどの子女をもうけた。1870年1月6日、アメリア・ヴァーナー（Amelia Verner、1911年没、初代準男爵サー・ウィリアム・ヴァーナー（英語版）の娘）と再婚